# Liv i Maddie
Liv i Maddie (ang. Liv and Maddie, 2013–2017) – serial z kanonu Disney Channel Original Series. W tytułowe role wciela się Dove Cameron, grająca siostry bliźniaczki Liv i Maddie Rooney. Amerykańska premiera odbyła się 19 lipca 2013 roku, jako specjalna zapowiedź. Regularna emisja rozpoczęła się 15 września 2013. Polska emisja rozpoczęła się 7 grudnia 2013 roku.
13 stycznia 2014 roku Disney Channel oficjalnie potwierdził realizację drugiego sezonu. Jego amerykańska premiera odbyła się 21 września tego samego roku, a polska 7 lutego 2015 roku.
3 kwietnia 2015 roku ogłoszono, że powstanie trzeci sezon serialu, którego produkcja ruszyła w czerwcu 2015, a premiera odbyła się jesienią tego samego roku. Polska premiera sezonu odbyła się w piątek, 8 stycznia w Disney Channel.
21 grudnia 2015 roku Disney Channel ogłosił 4 sezon serialu co zostało potwierdzone przez Dove Cameron na jej twitterze. Produkcja sezonu rozpoczęła się wiosną 2016 roku, a premiera zaplanowana była na 23 września 2016 roku w USA. Seria miała mieć początkowo 20 odcinków, ale z powodu tego, że Dove Cameron musiała być obecna podczas nagrań do drugiej części filmu Następcy, została skrócona do 15 odcinków.

## Fabuła
Liv Rooney to utalentowana wokalnie aktorka, która gra główną rolę w Hollywoodzkim serialu „Wydaj głos”, Maddie to jej siostra bliźniaczka, która jest kapitanem dziewczęcej drużyny koszykówki. Po 5-letniej rozłące Liv wraca do domu do Stevens Point w Wisconsin, gdyż tęskniła za rodziną. Teraz Liv i Maddie muszą ponownie nauczyć się razem żyć wraz ze swoimi rodzicami, Pete i Karen, oraz młodszymi braćmi, Joeyem i Parkerem.

## Obsada

### Główna
- Olivia „Liv” Rooney (Dove Cameron) – jedna z tytułowych bohaterek serialu. Starsza bliźniaczka. Mieszkała w Hollywood i brała udział w programie telewizyjnym pt. „Wydaj głos”. Wróciła do domu do rodziny. Jest popularna. Naprawdę nazywa się Olivia Rooney. Zagrała rolę Tristana w filmie „Gwiezdne wilkołaki”, jednak większość osób nie pochwalało tego, że dziewczyna będzie grać Tristana. Zaprzyjaźniła się z Ocean. Ma 16 lat. Jest z wzajemnością zakochana w Holdenie.
- Madison „Maddie” Rooney (Dove Cameron) – jedna z tytułowych bohaterek serialu. Ma 16 lat. Jest sportsmenką oraz kapitanem szkolnej drużyny koszykówki dziewcząt. Gra w koszykówkę od 5 roku życia. Nosi okulary. Jest siostrą bliźniaczką Liv. Zakochana ze wzajemnością w Diggu, z którym później zaczyna się spotykać. Przyjaciółka Gruchy. Mimo iż są z Liv bliźniaczkami to nie obchodzą urodzin tego samego dnia, gdyż Liv urodziła się przed północą, natomiast Maddie 6 minut po.
- Joey Rooney (Joey Bragg) – młodszy brat Liv i Maddie. Dzieli pokój z młodszym bratem Parkerem. Jest najbardziej inteligentny spośród całego rodzeństwa. Ma 15 lat. Największy rywal Artiego, z którym często rywalizuje w szkole. Zakochana jest w nim Grucha, jednak on nie odwzajemnia jej uczuć.
- Parker Rooney (Tenzing Norgay Trainor) – młodszy brat Liv i Maddie. Dzieli pokój z Joeyem. Jest przebiegły, co często wykorzystuje na Liv, Joeyu i Maddie. Chodzi na karate. Ma 11 lat. Przyjaźni się z Evanem.
- Karen Rooney (Kali Rocha) – matka Liv, Maddie, Parkera i Joeya. Jest szkolnym psychologiem. W drugim sezonie jest wicedyrektorem. Żona Pete. Boi się klaunów i świń.
- Pete Rooney (Benjamin King) – ojciec Liv, Maddie, Parkera i Joeya. Jest szkolnym trenerem koszykówki. Nauczył grać Maddie w koszykówkę gdy ta miała 5 lat.

### Drugoplanowa
- Diggie (Ryan McCartan) – szkolny kapitan drużyny koszykówki chłopaków. Ma 17 lat. Zakochał się w Maddie ze wzajemnością. Od odcinka „Move-a-Rooney” byli parą, lecz zerwali ze sobą w odcinku „Flugelball-a-Rooney”. Boi się Pete’a.
- Grucha (Jessica Marie Garcia) – członkini damskiej drużyny koszykówki. Najlepsza przyjaciółka Maddie. Zakochana bez wzajemności w Joeyu.
- Ocean (Cozi Zuehlsdorff) – pierwsza przyjaciółka Liv w liceum. Ma farmę słoneczników. Lubi Liv ze względu na charakter, a nie na jej sławę.
- Brudas (Bridgette Shergalis) – członkini damskiej drużyny koszykówki. Przyjaciółka Maddie i Gruchy. Jest niezdarna.
- Skippy Ramirez (Allen Alvarado) – najlepszy przyjaciel Joeya z dawnych lat. Joey nauczył go jeździć na desce. Okazuje się być zamaskowanym Demolerem.
- Johnny Nimbus (Kurt Long) – lokalny prezenter telewizyjny. Sędziował w konkursie Skaterskim.
- Artie Smalls (Jimmy Bellinger) – największy rywal Joeya. Zakochany w Liv bez wzajemności.
- Evan (Carter Hastings) – kumpel Parkera. Ma 9 lat. Chodzi z Parkerem na karate.
- Holden Dippledorf (Jordan Fisher) – sąsiad Liv. W trzeciej klasie ukradł jej długopis ponieważ był w niej zakochany. W odcinku Neighbors-a-Rooney oddaje jej go. Zakochany w niej z wzajemnością. Chłopak Andie, zrywa z nią w odcinku Triangle-a-Rooney bo uświadamia sobie, że to Liv jest tą jedyną. Dziewczyna jednak go odrzuca bo nie chce ranić przyjaciółki. W odcinku Haunt-a-Rooney postanawiają być przyjaciółmi jednak Liv pod koniec go przytula.
- Andie (Victoria Molores) – dziewczyna, która zaprzyjaźniła się z Liv. Była dziewczyna Holdena.
- Reggie (Herbie Jackson) – kumpel Parkera. Ma 11 lat. Chodzi z nim na karate. Ogląda program „Linda & Heather”.
- Alex (Brianne Tju) – dziewczyna, która jest zakochana z wzajemnością w Joeyu. Parker był w niej zakochany.

## Polski dubbing
Wersja polska: SDI Media Polska

Reżyseria: Tomasz Robaczewski

Dialogi:
- Barbara Eyman (odc. 1-21, 45),
- Marta Robaczewska (odc. 38, 42, 44, 46-50, 52-65, 71, 76)

Kierownictwo muzyczne: Juliusz Kamil

Teksty piosenek:
- Anna Wysocka,
- Marta Robaczewska,
- Tomasz Robaczewski,
- Zofia Jaworowska

Montaż: Magdalena Waliszewska (odc. 4, 22-36, 38-39, 43)

W wersji polskiej udział wzięli:
- Agata Paszkowska –
  - Liv Rooney,
  - Maddie Rooney
- Izabella Bukowska – Karen Rooney
- Krzysztof Cybiński – Pete Rooney
- Karol Jankiewicz – Joey Rooney
- Maciej Falana – Parker Rooney (odc. 1-19)
- Marek Moryc – Parker Rooney (odc. 20-80)
- Mateusz Narloch – Diggie
- Anna Szymańczyk – Grucha

W pozostałych rolach:
- Agnieszka Pawełkiewicz –
  - Brudas,
  - Golden Chords (odc. 7)
- Krzysztof Szczepaniak –
  - Artie Smalls,
  - Preclowy Król (odc. 22)
- Waldemar Barwiński –
  - Johnny Nimbus,
  - Reżyser (odc. 17)
- Jacek Jarzyna – Dyrektor Fickman (odc. 2)
- Jadwiga Gryn – Cassie (odc. 2)
- Olaf Marchwicki – Evan (odc. 3, 14, 16, 36, 45, 49, 61, 63, 79)
- Kamil Pruban –
  - Mike (odc. 3),
  - Vince (odc. 72)
- Iwo Tomicki – Chłopiec #1 (odc. 3)
- Filip Rogowski – Chłopiec #2 (odc. 3)
- Kinga Suchan – Kylie Kramer (odc. 4)
- Aleksandra Kowalicka –
  - Ocean (odc. 4-5),
  - Cyd Ripley (odc. 49)
- Paulina Komenda –
  - Skyler (odc. 5),
  - Shayna (odc. 33)
- Miłosz Konkel – Skippy Ramirez (odc. 6-7)
- Sebastian Machalski –
  - Miller White (odc. 6),
  - Eddie (odc. 76)
- Michał Głowacki – Chambers (odc. 4)
- Bożena Furczyk – Janet Budge (odc. 7)
- Wojciech Paszkowski – Baxter Fontanel (odc. 7)
- Magda Kusa – Jenny Keene (odc. 10)
- Ewa Serwa –
  - Tammy (odc. 11),
  - Sensei Rae Dawn (odc. 14),
  - Alarm (odc. 15)
- Tomasz Borkowski – Bernard (odc. 12)
- Katarzyna Tatarak – Pani Wakefield (odc. 15)
- Joanna Węgrzynowska – Bree (odc. 15)
- Krzysztof Szczerbiński – Q-Gość (odc. 17)
- Artur Kaczmarski –
  - Kurier (odc. 17),
  - Dziennikarz (odc. 21),
  - Vince (odc. 46),
  - Pan Prusko (odc. 58)
- Julia Kołakowska –
  - Kielska (odc. 17),
  - Jen (odc. 60),
  - Ciocia Dena (odc. 65-66, 68-69, 72, 80)
- Zuzanna Jaźwińska –
  - Mała Liv Rooney (odc. 18),
  - Mała Maddie Rooney (odc. 18)
- Bernard Lewandowski – Mały Joey Rooney (odc. 18)
- Aleksandra Radwan – South Salamanca (odc. 19, 44)
- Anna Sroka –
  - Amy Becker (odc. 19),
  - Becky Bicklehoff (odc. 20)
- Joanna Borer –
  - Amy Smalls (odc. 19),
  - Whitney Gurra (odc. 21-22)
- Jan Kulczycki – Vic DeFazerelli (odc. 21)
- Mateusz Ceran – Reggie (odc. 23, 25-26, 34, 36-37, 42-43, 45, 49, 52)
- Jakub Jankiewicz –
  - Plaskacz (odc. 23, 25),
  - Skeeter Parham (odc. 70, 74)
- Lidia Sadowa –
  - Kathy Kan (odc. 25),
  - Jennifer (odc. 40),
  - Cathy (odc. 42),
  - Gemma (odc. 47-48, 54, 57, 62-64, 69-70, 78)
- Julia Konarska – Emily Watson (odc. 26)
- Natalia Jankiewicz – Alex (odc. 27, 31, 51, 58)
- Anna Gajewska – Becky Bicklehoff (odc. 27, 46, 67, 80)
- Maciej Kosmala –
  - Todd Stetson (odc. 30-31, 44, 71),
  - Śmieciarz (odc. 32, 39, 43, 45, 50, 53, 61, 63, 80),
  - Smartgrill (odc. 63)
- Zofia Zborowska – Andie (odc. 30, 38, 40-42, 44, 50, 55-56, 59, 63, 79)
- Marta Kurzak –
  - Lacey (odc. 31, 33, 43, 45),
  - Samantha (odc. 36, 51),
  - Shelby Marcus (odc. 49)
- Katarzyna Kozak – Pani Kneebauer (odc. 32, 43)
- Barbara Zielińska – Sylvia (odc. 34)
- Janusz Wituch – Woźny (odc. 34)
- Bartosz Wesołowski – Holden Dippledorf (odc. 35, 38, 40-42, 48-49, 56, 59-61, 79)
- Izabela Warykiewicz – Cindy Dippledorf (odc. 35)
- Izabela Dąbrowska – Pani Snodgrass (odc. 36, 56)
- Angelika Kurowska – Kennedy (odc. 36)
- Paweł Szczesny – Pan Clodfelter (odc. 37)
- Karol Osentowski – Craig (odc. 38)
- Maria Pawłowska – Aubrey (odc. 41, 51, 59)
- Maksymilian Bogumił –
  - Josh (odc. 48, 50, 53, 57-58, 60-64, 75),
  - Fotograf (odc. 49)
- Elżbieta Gaertner –
  - Babcia Janice (odc. 51),
  - Ciocia Hillary (odc. 51)
- Matylda Kaczmarska –
  - Anina (odc. 52),
  - Raina (odc. 54)
- Zofia Modej –
  - Lula (odc. 52),
  - Priya (odc. 70, 73, 78)
- Olga Omeljaniec –
  - Paula Porter (odc. 53),
  - Jen (odc. 56)
- Ewa Lachowicz –
  - Kristen Bell (odc. 53),
  - Tracey Okahatchee (odc. 79)
- Sebastian Cybulski – Jacob Michaels (odc. 53)
- Przemysław Nikiel –
  - Wujek Martucci (odc. 53),
  - Henry (Zaydock) (odc. 54)
- Bruno Skalski – Frankie Chang (odc. 56)
- Angelika Olszewska –
  - Sędzia (odc. 59)
  - Marlowe (odc. 76)
- Fabian Kocięcki – Brandon Crawford (odc. 60)
- Wojciech Chorąży – Pan Bell (odc. 60)
- Jakub Szydłowski –
  - Spiker radiowy (odc. 60),
  - Szalony Gary (odc. 61),
  - Henry (Zaydock) (odc. 64, 68)
- Magdalena Piotrowska – Nancy O’ Dell (odc. 61)
- Tomasz Jarosz – Pan Bustamante (odc. 63)
- Weronika Hebda – Ruby Rooney (odc. 66-74, 77-80)
- Irena Melcer – Val Wishart (odc. 66, 68, 72, 74-76, 80)
- Jakub Gawlik – Finch (odc. 66, 68-70, 74)
- Szymon Roszak – Pan Beelick (odc. 66)
- Marta Dylewska – Linda (odc. 67)
- Marta Dobecka – Heather (odc. 67)
- Przemysław Stippa – Zach (odc. 73)
- Mateusz Weber –
  - Schnoop (odc. 73),
  - Sługus Taylor (odc. 74)
- Barbara Garstka – Daria (odc. 76)
- Karolina Kalina –
  - Pani Karsch (odc. 76),
  - Jackie (odc. 77)
- Michał Konarski – Jim Breuer (odc. 77)
- Tomasz Traczyński – Mickey (odc. 77)

i inni
Wykonanie piosenek:
- Agata Paszkowska
- Agnieszka Pawełkiewicz
- Wojciech Paszkowski
- Ewa Szlachcic
- Adam Krylik
- Sebastian Machalski
- Juliusz Kamil
- Waldemar Barwiński

Lektor: Artur Kaczmarski

## Odcinki
| Seria | Odcinki | Premiera serii   | Finał serii      | Premiera serii   | Finał serii          |
| ----- | ------- | ---------------- | ---------------- | ---------------- | -------------------- |
| 1     | 21      | 19 lipca 2013    | 27 lipca 2014    | 7 grudnia 2013   | 25 października 2014 |
| 2     | 24      | 21 września 2014 | 16 sierpnia 2015 | 7 lutego 2015    | 8 stycznia 2016      |
| 3     | 20      | 13 września 2015 | 19 czerwca 2016  | 15 stycznia 2016 | 10 grudnia 2016      |
| 4     | 15      | 23 września 2016 | 24 marca 2017    | 7 stycznia 2017  | 9 grudnia 2017       |